# Liberalismo burgués
El liberalismo burgués (chino simplificado: 资产阶级自由化; chino tradicional: 資產階級自由化) fue un término despectivo usado por los gobernantes de la República Popular China de finales de la década de 1980 y principios de la década de 1990 para referirse a la percepción de una amenaza política y cultural; en términos políticos sería la democracia parlamentaria o en términos culturales como cultura popular occidental. Se lanzaron varias campañas contra el liberalismo burgués alrededor de la fecha de los acontecimientos de la Revuelta de la Plaza de Tian'anmen e inmediatamente a continuación.
Debido a las manifestaciones estudiantiles en 1986 (八六学潮), Deng Xiaoping y otros obligaron a Hu Yaobang, entonces Secretario General del Partido Comunista de China, quien mostró simpatía hacia los estudiantes, a renunciar a principios de 1987. A principios de 1987 se lanzó una "campaña contra la liberalización burguesa (反对资产阶级自由化)", que recibió el apoyo de Deng Xiaoping. Sin embargo, Zhao Ziyang (entonces primer ministro de China) convenció a Deng de que los conservadores de izquierda se estaban aprovechando de la campaña para oponerse a "Reforma y Apertura", y como resultado Deng aprobó la suspensión de la campaña a mediados de 1987.
El término desapareció a mediados de la década de 1990, particularmente tras el inspección del sur de Deng Xiaoping. Un importante factor de su desaparición fue que a mediados de la década de los 90 se creía que la cúpula del Partido Comunista de China intentaba proveer a los chinos con mayor riqueza y una forma de vida occidental, lo que conseguiría el apoyo de las clases medias y ricas y le mantendría en el poder político. En el caso de las dos revoluciones francesas los líderes eran burgueses, los cuales siempre quisieron desplazar del poder a la nobleza formando un nuevo sistema político y económico basado en principios liberales.